# Balto (film)
A Balto 1995-ben bemutatott amerikai rajzfilm, amely a Balto-trilógia első része. Az animációs játékfilm rendezője Simon Wells, producerei Rich Arons és Steve Hickner. A forgatókönyvet Cliff Ruby, Elana Lesser, David Steven Cohen és Roger S. H. Schulman írta, a zenéjét James Horner szerezte. A mozifilm az Amblin Entertainment és az Amblimation gyártásában készült, az Universal Pictures forgalmazásában jelent meg.
Az 1925-ös szérumfutás eseményeit dolgozza fel, fiktív elemekkel kiegészítve.
Az Amerikai Egyesült Államok 1995. december 22-én mutatták be a mozikban az Universal Pictures forgalmazásában. Magyarországon 1996. október 22-én adták ki VHS-en.

## Cselekmény
A félig husky, félig farkas Balto nem tudja hová tartozik igazán. Ám barátai, Borisz az orosz hólúd, a jegesmedve kölyök, és a gyönyörű husky lány Genna szeretik, és tudják róla, hogy milyen nemes lelkű.
Egy napon komoly diftéria járvány tör ki Alaszkában. A gyerekek sorra betegszenek meg és a bajt még az is tetézi, hogy az óriási szélvihar elzárja az utakat. Nincs esély, hogy az életmentő gyógyszerek eljussanak a beteg gyerekekhez, hacsak egy csapat szánhúzó kutya nem vág neki a 600 mérföldes útnak, és hozza el a gyógyszert. Balto áll a csapat élére és nekiindul az életveszélyes útnak...

## Szereplők
| Szereplő               | Eredeti hang        | Magyar hang                                                                        |
| ---------------------- | ------------------- | ---------------------------------------------------------------------------------- |
| Balto                  | Kevin Bacon         | Vass Gábor                                                                         |
| Jenna                  | Bridget Fonda       | Orosz Helga                                                                        |
| Cézár                  | Jim Cummings        | Gáti Oszkár                                                                        |
| Boris                  | Bob Hoskins         | Maros Gábor                                                                        |
| Rosy                   | Juliette Brewer     | Molnár Ilona                                                                       |
| Muc                    | Phil Collins        | Verebély Iván                                                                      |
| Luc                    | Phil Collins        | Szokol Péter                                                                       |
| Nikki                  | Jack Angel          | Csurka László                                                                      |
| Kaltag                 | Danny Mann          | Kránitz Lajos                                                                      |
| Csillag                | Robbie Rist         | Kassai Károly                                                                      |
| Dixie                  | Sandra Dickinson    | Kiss Erika                                                                         |
| Sylvie                 | Sandra Dickinson    | Papp Ágnes                                                                         |
| Rosy anyja             | Sandra Dickinson    | Andresz Kati                                                                       |
| Rosy apja              | William Roberts     | Végh Péter                                                                         |
| Távírász               | Garrick Hagon       | Botár Endre                                                                        |
| Doki                   | Donald Sinden       | Horkai János                                                                       |
| Hentes                 | Bill Bailey         | Végh Ferenc                                                                        |
| Morse                  | Big Al              | saját hangján                                                                      |
| Hajtó                  | N/A                 | Uri István                                                                         |
| Zsűri elnök            | N/A                 | Rudas István                                                                       |
| Asztalos               | N/A                 | Halmágyi Sándor                                                                    |
| Orvos                  | N/A                 | Juhász Tóth Frigyes                                                                |
| Nővér                  | N/A                 | Némedi Mari                                                                        |
| További szereplők      | N/A                 | Kardos Gábor Matus György Halmágyi Sándor Rudas István Várkonyi András Végh Ferenc |
| Szereplő               | Színész             | Magyar hang                                                                        |
| Rosy nagyi             | Miriam Margolyes    | Tanai Bella                                                                        |
| Rosy nagyi lányunokája | Lola Bates-Campbell | Szőnyi Juli                                                                        |